# Charles Wissant
Pour les articles homonymes, voir Wissant (homonymie).
Charles Henri Armand Émile Wissant (né le 28 mars 1816 à Strasbourg et mort à Paris le 1er mars 1893) est un peintre et dessinateur français.

## Biographie
Charles Wissant est le fils du peintre F. Charles Wissant. Élève de Pierre-Narcisse Guérin, il débute au Salon de 1869.